# Rozsíčka
Rozsíčka är en ort i Tjeckien.   Den ligger i regionen Södra Mähren, i den östra delen av landet, 160 km öster om huvudstaden Prag. Rozsíčka ligger 606 meter över havet och antalet invånare är 165.
Terrängen runt Rozsíčka är kuperad söderut, men norrut är den platt.Runt Rozsíčka är det ganska tätbefolkat, med 120 invånare per kvadratkilometer. Närmaste större samhälle är Boskovice, 15,6 km sydost om Rozsíčka. I omgivningarna runt Rozsíčka växer i huvudsak blandskog.